# Pfälzer Keschdeweg
Der Pfälzer Keschdeweg – alternativ Pfälzer Edelkastanienweg – ist ein Themenwanderweg in Rheinland-Pfalz. Namensgebend ist die Edelkastanie (Castanea sativa), pfälzisch Keschde für den Baum und seine Frucht, die wohlschmeckenden Maronen. Die Edelkastanie wurde in diesem Gebiet bereits in der Römerzeit angesiedelt.

## Verlauf
Der Hauptweg, der in insgesamt vier Etappen unterteilt ist, führt vom Schuhmuseum Hauenstein über 50 km nach Neustadt an der Weinstraße. Die Strecke verläuft über Annweiler bis Albersweiler innerhalb des Wasgaus. Danach führt sie entlang der Haardt beziehungsweise des Haardtrands über Gleisweiler mit seinem Park, Burrweiler mit der St.-Anna-Kapelle, die Villa Ludwigshöhe, die Kropsburg, St. Martin und das Hambacher Schloss bis zum Neustädter Hauptbahnhof. Von Leinsweiler bis Neustadt ist sein Verlauf phasenweise mit dem Prädikatswanderweg Pfälzer Weinsteig identisch, der jedoch meist etwas weiter westlich liegt, während sich der Pfälzer Keschdeweg näher am Gebirgsrand befindet. Der höchste Punkt befindet sich zwischen Annweiler und Eschbach, der tiefste unmittelbar am Streckenende in Neustadt.

### Etappen
|    | Start                | Ziel                       | Streckenlänge (km) | Stationen                                                                          | passierende Berge                                                        |
| 1. | Hauenstein           | Annweiler am Trifels       | 13,8               | Lug, Wernersberg                                                                   | Weimersberg, Soldatenkopf                                                |
| 2. | Annweiler am Trifels | Albersweiler               | 16,8               | Eschbach, Leinsweiler                                                              | Sonnenberg, Wetterberg, Schletterberg, Rothenberg, Förlenberg, Hohenberg |
| 3. | Albersweiler         | Edenkoben                  | 12,3               | Sankt Johann, Frankweiler, Gleisweiler, St.-Anna-Hütte                             | Ringelsberg, Teufelsberg, Blättersberg                                   |
| 4. | Edenkoben            | Neustadt an der Weinstraße | 16,9               | Sieges- und Friedensdenkmal Edenkoben, Klausentalhütte, Hambacher Schloss, Hambach | Spitzbergel, Schraußenberg, Wetterkreuzberg, Rittersberg, Nollensattel   |

## Nebenstrecken
Daneben werden vier kürzere Nebenstrecken angeboten. Die beiden erstgenannten werden jedoch mittlerweile nicht mehr beworben.
| Länge   | Ausgangspunkt | Stationen                                                                       | Endpunkt   | Name              |
| ------- | ------------- | ------------------------------------------------------------------------------- | ---------- | ----------------- |
| 15 km   | Hauenstein    | Lug, Völkersweiler                                                              | Annweiler  |                   |
| 19 km   | Annweiler     | Madenburg                                                                       | St. Johann |                   |
| 18,7 km | St. Johann    | Orensberg, Dernbacher Haus, Ramberg, Waldhaus Drei Buchen, Rhodt unter Rietburg | Weyher     | „Pfälzerwaldtour“ |
| 11 km   | Burrweiler    | Weyher, Schweizerhaus                                                           | Burrweiler | „Genusstour“      |

## Organisation
Hinter dem Wanderweg stehen das Fremdenverkehrsbüro Hauenstein, Südliche Weinstrasse Annweiler am Trifels e. V., Südliche Weinstrasse Landau Land e. V., Südliche Weinstrasse Edenkoben e. V., Südliche Weinstrasse Maikammer e. V., Südliche Weinstrasse e. V.  sowie die Tourist, Kongress und Saalbau GmbH.